# ZAQ (シンガーソングライター)
ZAQ（ザック、1988年3月16日 - ）は、日本の歌手、作詞家、作曲家、編曲家。女性。鹿児島県姶良市出身。血液型はA型。レコードレーベルはLantis。
CAT entertainment所属。クリエイター（作詞家・作曲家・編曲家）としてはF.M.F所属。

## 来歴
3歳よりクラシックピアノを学び、音大ピアノ科を卒業。しかしピアニストを目指し上京したものの、周囲のレベルに圧倒され、自身では音大時代は挫折の闇期と語っており、朝までクラブ通いをする生活だった。この時期にヒップホップにハマる。また『BLACK LAGOON』で幼少期以来アニメにドハマりする。
大学時代での茅原実里のライブに感銘を受けて歌手になる決意をする。茅原が入り口となり、アニメ楽曲のライブの楽しさ、豊かさを知り、目標を「アニサマ出演」と定める。その後、オーディションに手当り次第応募するも全て失敗した。ちなみに作曲は独学。この時期は楽曲制作の傍ら、音楽周りの裏方としてコーラス、ガイドボーカル、「アニメ声ラッパーRANL」など様々な事柄に関わる。
「ヒャダインのカカカタ☆カタオモイ」オーディションで選外となるも、作家性をスタッフに認められ、2012年に作曲家としてプロデビュー、2012年10月に『Sparking Daydream』で歌手デビュー。2013年には当初の目標であったアニサマに初出演。
2019年3月1日、「Sparkling Daydream」が平成アニソン大賞の作曲賞（2010年 - 2019年）に選出された。
2022年1月1日、10周年になる年に、1月から9月まで9ヶ月連続リリースを発表する。同年9月21日に今までのシングルにて作詞・作曲をしてきた曲をまとめたアルバム「ZAQPOT」を発売した。

## 人物
作詞作曲は姉から作曲のほうが向いているといわれて開始した。
元々はニコニコ動画の歌い手であり、「歌ってみた」の投稿者であった。同じニコニコ動画の歌い手だったヒャダインのファンである。2011年5月に動画投稿を開始し、ヒャダインの楽曲を歌っていた。その歌唱力は勿論のこと、声の使い分けや演技力、楽曲のアレンジ力にも定評がある。男声パートは声を機械でいじっており、その野太い声から「マツコデラックスのようだ」と称され、定番ネタの一つとして定着している。
キツネが大好きだと公言しており、2017年の自身の誕生日には宮城県の蔵王にある「宮城蔵王キツネ村」にプライベートで遊びに行くほどである。

## ディスコグラフィ

### シングル
|           | 発売日         | タイトル                   | 規格品番     | 規格品番   | オリコン 最高位 |
| CD+DVD/BD | 発売日         | タイトル                   | CD           |            | オリコン 最高位 |
| --------- | -------------- | -------------------------- | ------------ | ---------- | --------------- |
| 1st       | 2012年10月24日 | Sparkling Daydream         | LACM-34012   | LACM-14012 | 8位             |
| 2nd       | 2013年1月23日  | Alteration                 | LASM-34153   | LASM-4153  | 25位            |
| 3rd       | 2013年8月21日  | 激情論                     | LACM-34131   | LACM-14131 | 61位            |
| 4th       | 2013年10月23日 | エキストラレボリューション | LACM-34139   | LACM-14139 | 36位            |
| 5th       | 2014年1月29日  | VOICE                      | LACM-34179   | LACM-14179 | 21位            |
| 6th       | 2014年8月20日  | OVERDRIVER                 | LACM-34263   | LACM-14263 | 45位            |
| 7th       | 2014年11月19日 | Seven Doors                | EYCA-10095/B | EYCA-10096 | 35位            |
| 8th       | 2015年1月21日  | Philosophy of Dear World   | LACM-14302   | LACM-14303 | 46位            |
| 9th       | 2015年10月21日 | カタラレズトモ             | LACM-14396   | LACM-14397 | 47位            |
| 10th      | 2016年2月3日   | hopeness                   | LACM-34447   | LACM-14447 | 39位            |
| 11th      | 2016年4月27日  | 割レル慟哭                 | LACM-14479   | LACM-14480 | 59位            |
| 12th      | 2016年12月21日 | Serendipity                |              | LACM-14546 | 59位            |
| 13th      | 2017年1月25日  | Last Proof                 | EYCA-11257/B |            | 51位            |
| 14th      | 2017年8月9日   | カーストルーム             |              | LACM-14647 | 53位            |
| 15th      | 2017年11月8日  | BRAVER                     |              | LACM-14682 | 100位           |
| 16th      | 2018年1月10日  | JOURNEY                    |              | LACM-14702 | 34位            |
| 17th      | 2019年1月23日  | ソラノネ                   |              | LACM-14829 | 56位            |
| 18th      | 2019年2月27日  | Against The Abyss          | EYCA-12329/B |            | 123位           |
| 19th      | 2020年8月19日  | イノチノアカシ             |              | LACM-24012 | 99位            |
| 20th      | 2021年2月8日   | 月灯                       | LZC-1848     |            |                 |
| 21st      | 2022年2月16日  | 悪夢                       | LACM-24243   | 99位       |                 |
| 22nd      | 2022年4月20日  | ASEED                      | LACM-24239   | 101位      |                 |
| 23rd      | 2022年7月13日  | Dance In The Game          | LACM-24278   | 90位       |                 |
| 24th      | 2024年2月28日  | マイナーピース             | LACM-24513   | 47位       |                 |

### 配信限定シングル
| 発売日        | タイトル                               |
| ------------- | -------------------------------------- |
| 2022年1月31日 | ZIGZAG                                 |
| 2022年3月31日 | ANTHEM                                 |
| 2022年5月31日 | QUEEN                                  |
| 2022年6月30日 | TENSION ENCHANTER                      |
| 2022年8月31日 | Thanks for all notes                   |
| 2023年10月4日 | ギターと孤独と蒼い惑星 - from CrosSing |
| 2023年11月8日 | Pivot 1.                               |
| 2024年1月4日  | マイナーピース                         |

### アルバム
|            | 発売日        | タイトル        | 規格品番      | 規格品番     | オリコン 最高位 |
| 初回限定盤 | 発売日        | タイトル        | 通常盤        |              | オリコン 最高位 |
| ---------- | ------------- | --------------- | ------------- | ------------ | --------------- |
| 1st        | 2014年4月16日 | NOISY Lab.      | LACA-35378    | LACA-15378   | 8位             |
| 2nd        | 2016年7月13日 | NO RULE MY RULE | LACA-35570    | LACA-15570   | 32位            |
| 3rd        | 2018年5月16日 | Z-ONE           | LACA-35717    | LACA-15717   | 43位            |
| ベスト     | 2022年9月21日 | ZAQPOT          | LACA-39894～6 | LACA-9894～5 | 84位            |

#### 限定アルバム
| 発売日        | タイトル                      | 販売形態               |
| ------------- | ----------------------------- | ---------------------- |
| 2014年4月16日 | Parallel of Crescentic Lab.   | デジタル・ダウンロード |
| 2016年7月13日 | Parallel of Crescentic Lab. 2 | デジタル・ダウンロード |

### タイアップ曲
| 楽曲                       | タイアップ                                                                            | 時期   |
| -------------------------- | ------------------------------------------------------------------------------------- | ------ |
| Sparkling Daydream         | テレビアニメ『中二病でも恋がしたい！』オープニングテーマ                              | 2012年 |
| Alteration                 | テレビアニメ『ささみさん@がんばらない』オープニングテーマ                             | 2013年 |
| 自由という理由             | テレビアニメ『直球表題ロボットアニメ』エンディングテーマ                              | 2013年 |
| 激情論                     | テレビアニメ『ハイスクールD×D NEW 停止教室のヴァンパイア』オープニングテーマ          | 2013年 |
| エキストラレボリューション | テレビアニメ『勇者になれなかった俺はしぶしぶ就職を決意しました。』オープニングテーマ  | 2013年 |
| VOICE                      | テレビアニメ『中二病でも恋がしたい！戀』オープニングテーマ                            | 2014年 |
| OVERDRIVER                 | テレビアニメ『RAIL WARS!』エンディングテーマ                                          | 2014年 |
| Seven Doors                | テレビアニメ『トリニティセブン』オープニングテーマ                                    | 2014年 |
| Philosophy of Dear World   | テレビアニメ『純潔のマリア』オープニングテーマ                                        | 2015年 |
| カタラレズトモ             | テレビアニメ『コンクリート・レボルティオ〜超人幻想〜』オープニングテーマ              | 2015年 |
| hopeness                   | テレビアニメ『紅殻のパンドラ』オープニングテーマ                                      | 2016年 |
| 割レル慟哭                 | テレビアニメ『コンクリート・レボルティオ〜超人幻想〜THE LAST SONG』オープニングテーマ | 2016年 |
| Serendipity                | テレビアニメ『フリップフラッパーズ』オープニングテーマ                                | 2016年 |
| find the wind              | テレビアニメ『フリップフラッパーズ』第11話挿入歌                                      | 2016年 |
| Last Proof                 | アニメ映画『劇場版 トリニティセブン -悠久図書館と錬金術少女-』主題歌                  | 2017年 |
| カーストルーム             | テレビアニメ『ようこそ実力至上主義の教室へ』オープニングテーマ                        | 2017年 |
| BRAVER                     | テレビアニメ『食戟のソーマ 餐ノ皿』オープニングテーマ                                 | 2017年 |
| JOURNEY                    | アニメ映画『映画 中二病でも恋がしたい！ -Take On Me-』オープニングテーマ              | 2018年 |
| Please, Take on me♡        | アニメ映画『映画 中二病でも恋がしたい！ -Take On Me-』挿入歌                          | 2018年 |
| こころのなまえ             | アニメ映画『映画 中二病でも恋がしたい！ -Take On Me-』エンディングテーマ              | 2018年 |
| ソラノネ                   | テレビアニメ『荒野のコトブキ飛行隊』オープニングテーマ                                | 2019年 |
| 銀の翼を持つ者たち         | テレビアニメ『荒野のコトブキ飛行隊』エンディングテーマ                                | 2019年 |
| 太陽が呼んだ虹             | 配信アニメ『荒野のコトブキ飛行隊外伝 大空のハルカゼ飛行隊』エンディングテーマ         | 2019年 |
| Against The Abyss          | アニメ映画『劇場版 トリニティセブン -天空図書館と真紅の魔王-』主題歌                  | 2019年 |
| イノチノアカシ             | テレビアニメ『ムヒョとロージーの魔法律相談事務所』第2期オープニングテーマ             | 2020年 |
| 月灯                       | 月曜ドラマ『青きヴァンパイアの悩み』オープニング主題歌                                | 2021年 |
| 悪夢                       | テレビアニメ『薔薇王の葬列』第1クールエンディングテーマ                               | 2022年 |
| ASEED                      | テレビアニメ『ブラック★★ロックシューター DAWN FALL』オープニングテーマ                | 2022年 |
| Dance In The Game          | テレビアニメ『ようこそ実力至上主義の教室へ』第2期オープニングテーマ                   | 2022年 |
| マイナーピース             | テレビアニメ『ようこそ実力至上主義の教室へ』第3期オープニングテーマ                   | 2024年 |
| 幾星霜                     | テレビアニメ『Turkey!』挿入歌                                                         | 2025年 |

### 参加作品
| 発売日         | タイトル                                             | 歌 | 楽曲                                                                                        | タイアップ                                                             |
| -------------- | ---------------------------------------------------- | --- | ------------------------------------------------------------------------------------------- | ---------------------------------------------------------------------- |
| 2012年12月26日 | 暗黒虹彩楽典                                         | ZAQ | 「君へ」                                                                                    | アニメ『中二病でも恋がしたい！Lite』オープニングテーマ                 |
| 2012年12月26日 | 暗黒虹彩楽典                                         | ZAQ | 「漆黒に躍る弧濁覇王節」                                                                    | アニメ『中二病でも恋がしたい！Lite』エンディングテーマ                 |
| 2013年1月9日   | Sound of a small love & chu-2 byo story              | ZAQ | 「始まりの種」 「君のとなりに」                                                             | テレビアニメ『中二病でも恋がしたい！』挿入歌                           |
| 2013年6月26日  | 関連曲集ロボットアニメ                               | ZAQ | 「自由という理由 〜戸惑い〜」 「自由という理由 〜発覚〜」 「自由という理由 〜終結の園へ〜」 | テレビアニメ『直球表題ロボットアニメ』エンディングテーマ               |
| 2013年9月11日  | 〜中二病奥義・三曲の極み〜                           | ZAQ | 「深淵に舞う戦慄謝肉祭」                                                                    | アニメ映画『映画中二病でも恋がしたい！Lite』テーマソング               |
| 2013年11月20日 | タツノコプロダクション×Lantis トリビュート・アルバム | ZAQ | 「みなしごハッチ」                                                                          |                                                                        |
| 2014年5月13日  | ONENESS                                              | アイドルマスター、藍井エイル、アフィリア・サーガ、angela、いとうかなこ、Wake Up, Girls!、小野賢章、OLDCODEX、喜多村英梨、GRANRODEO、栗林みな実、黒崎真音、ZAQ、JAM Project、sweet ARMS、鈴木このみ、STAR☆ANIS、谷本貴義、田村ゆかり、茅原実里、T.M.Revolution、仲谷明香、流田Project、橋本仁、fhána、petit milady、FLOW、堀江由衣、三澤紗千香、水樹奈々、三森すずこ、宮野真守、μ's、May'n、ゆいかおり、悠木碧、吉田仁美、LiSA、和田光司 | 「ONENESS」                                                                                 | ライブイベント『Animelo Summer Live 2014 -ONENESS-』テーマソング       |
| 2014年7月19日  | Starting STYLE!!                                     | ランティスのみんな | 「Starting STYLE!!」                                                                        | ライブイベント『15th Anniversary Live ランティス祭り2014』テーマソング |
| 2014年8月27日  | Heart of Magic Garden2                               | ZAQ | 「Sparkling Daydream」                                                                      |                                                                        |
| 2014年8月27日  | ランティス組曲 2014                                  | Lantis Artists 2014 | 「ランティス組曲 2014」                                                                     |                                                                        |
| 2015年5月13日  | ハジマレ, THE GATE!!                                 | i☆Ris、angela、井口裕香、今井麻美、内田彩、内田真礼、小野賢章、GRANRODEO、黒崎真音、昆夏美、ZAQ、鈴木このみ、TRUSTRICK、西沢幸奏、Pile、春奈るな、ミルキィホームズ、ゆいかおり | 「ハジマレ, THE GATE!!」                                                                    | 『Animelo Summer Live 2015 -THE GATE-』テーマソング                    |
| 2019年5月17日  | CROSSING STORIES                                     | 亜咲花、石原夏織、伊藤美来、オーイシマサヨシ、大橋彩香、ZAQ、JUNNA、鈴木このみ、スフィア、TRUE、towana（fhána）、畠中祐、幹葉（スピラ・スピカ）、三森すずこ | 「CROSSING STORIES」                                                                        | ライブイベント『Animelo Summer Live 2019 -STORY-』テーマソング         |
| 2019年5月17日  | CROSSING STORIES                                     | 奥井雅美、Minami、ZAQ、TRUE、三森すずこ、オーイシマサヨシ、鈴木このみ、仲村宗悟 | 「ONENESS (15th Stories)」                                                                  | ライブイベント『Animelo Summer Live 2019 -STORY-』関連曲               |
| 2023年11月22日 | CrosSing Collection vol.3                            | ZAQ | 「ギターと孤独と蒼い惑星」                                                                  | カバーソングプロジェクト『CrosSing - Music＆Voice-』関連曲             |

### 楽曲提供

#### アニメ
- おしえて! ギャル子ちゃん
  - ギャル子（和氣あず未）、オタ子（富田美憂）、お嬢（高橋未奈美）「YPMA☆GIRLS」（作詞・作曲・編曲）
- きょうかいのかなた アイドル裁判! 〜迷いながらも君を裁く民〜
  - 新堂愛と陪審員ダンサーズ「Judgmentじゃ!」（作詞・作曲・編曲）
- 紅殻のパンドラ
  - 七転福音（福沙奈恵）、クラリオン（沼倉愛美）「LoSe±CoNtRoL」（作詞・作曲）
- 荒野のコトブキ飛行隊
  - OPテーマ「ソラノネ」（歌・作詞・作曲）
  - EDテーマ「翼を持つ者たち」（作詞・作曲）
  - キリエ（鈴代紗弓）「LIMITLESS∞DREAM」（作詞・作曲）
  - エンマ（幸村恵理）「Poison Dahlia」（作詞・作曲）
  - チカ（富田美優）「ポッピンヒーロー」（作詞・作曲）
  - ケイト（仲谷明香）「沈黙的アナリシス」（作詞・作曲）
  - レオナ（瀬戸麻沙美）「Let it out」（作詞・作曲）
  - ザラ（山村響）「雪ぐ愛、同じ夜」（作詞・作曲）
- 荒野のコトブキ飛行隊外伝　大空のハルカゼ飛行隊
  - EDテーマ「太陽が呼んだ虹」（作詞・作曲）
- 咲-Saki-阿知賀編 episode of side-A（作詞・作曲・編曲）
  - 高鴨穏乃（悠木碧）、新子憧（東山奈央）、松実玄（花澤香菜）、松実宥（MAKO）、鷺森灼（内山夕実）「SquarePanicSerenade」
  - 橋本みゆき「Futuristic Player」
  - 高鴨穏乃（悠木碧）「YES!!READY to PLAY」「まじかる☆まーじゃん☆わーるど ver.穏乃」
  - 新子憧（東山奈央）「Live A-Life」「まじかる☆まーじゃん☆わーるど ver.憧」
  - 松実玄（花澤香菜）「Dragon Magic」「まじかる☆まーじゃん☆わーるど ver.玄」
  - 松実宥（MAKO）「麻雀あったかぽっぷ」「まじかる☆まーじゃん☆わーるど ver.宥」
  - 鷺森灼（内山夕実）「Next Legend」「まじかる☆まーじゃん☆わーるど ver.灼」
  - 園城寺怜（小倉唯）「One Vision」「東南西北☆うちだおれ☆わーるど ver.怜」
  - 清水谷竜華（石原夏織）「Little Pray」「東南西北☆うちだおれ☆わーるど ver.竜華」
- 咲-Saki-全国編（作詞・作曲・編曲）
  - 宮守女子高校「この手が奇跡を選んでる 宮守女子高校 ver.」
  - 永水女子高校「この手が奇跡を選んでる 永水女子高校 ver.」
  - 姫松高校「この手が奇跡を選んでる 姫松高校 ver.」
- sin 七つの大罪
  - アスタロト（田所あずさ）
    - 「がっでむ☆くりてぃかる」（作詞・作曲・編曲）
    - 「ASUDEKO」（作詞）
    - 「Goddamn Critical」（作詞・作曲）

  - ルシファー（喜多村英梨）
    - 「微熱なDancin'」（作詞）
    - 「Goddamn Critical（ルシファーver）」（作詞・作曲・編曲）
    - 「がっでむ♡くりてぃかる（ルシファーver）」（共作詞・作曲）

  - ルシファー（喜多村英梨）×アスタロト（田所あずさ）
    - 「微熱なASUDEKO」（作詞）
- スーパーカブ
  - 劇伴音楽作曲（石川智久と共同）
- だから僕は、Hができない。
  - 佐咲紗花「Reason why XXX」（作詞・作曲）
- 中二病でも恋がしたい!（作詞・作曲・編曲）
  - Black Raison d'être
    - 「INSIDE IDENTITY」
    - 「OUTSIDER」

  - 小鳥遊六花（内田真礼）「覚醒ラグナロク -暗黒黙示録-」
  - 丹生谷森夏（赤﨑千夏）「でいなばよって☆マサリモ」
  - 五月七日くみん（浅倉杏美）「ひるねぶ Diary」
  - 凸守早苗（上坂すみれ）「Dark Death Decoration」
- 小鳥遊六花・改 〜劇場版 中二病でも恋がしたい!〜
  - 小鳥遊六花（内田真礼）「-Across the line-」
  - Black Raison d'être「Secret Survivor」
- 中二病でも恋がしたい!戀（作詞・作曲・編曲）
  - Black Raison d'être
    - 「Van!shment Th!s World」
    - 「February Magic」
    - 「Sparkling Daydream」

  - 凸守早苗（上坂すみれ）「DoomsDay's Dogma」
  - 七宮智音（長妻樹里）「Parhelic circle」
  - 丹生谷森夏（赤﨑千夏）「モがたいリめでもゆめみサマー!」
  - 五月七日くみん（浅倉杏美）「暁闇のParonomasia」
  - 小鳥遊六花（内田真礼）「戀の鼓動」
- ツインエンジェルBREAK
  - みるくちゃん（釘宮理恵）「ぶれいくるみるくらぶ!」（作詞・作曲）
- ハイスクールD×D NEW 月光校庭のエクスカリバー
  - オカルト研究部ガールズ「方程式は答えない」（作詞・作曲・編曲）
- ハイスクール・フリート
  - 春奈るな「Ripple Effect」（作詞・作曲・編曲）
- 響け!ユーフォニアム
  - 北宇治カルテット
    - 「トゥッティ！」（作詞・作曲）
    - 「ベルアップ！」（作詞）

  - 黄前久美子（黒沢ともよ）
    - 「明日へのEuphony」（作詞）
    - 「BrushUp×BrassUp」（作詞）

  - 加藤葉月（朝井彩加）「Hyper tune♪」（作詞）
  - 川島緑輝（豊田萌絵）「流線コントラスト」（作詞）
  - 高坂麗奈（安済知佳）
    - 「心響プロジェクター」（作詞）
    - 「Golden Halo」（作詞・作曲）
- 響け!ユーフォニアム2
  - 北宇治カルテット「ヴィヴァーチェ！」（作詞・作曲）
- 響け!ユーフォニアム3
  - 北宇治カルテット「音色の彼方」（作詞・作曲）
  - 黄前久美子（黒沢ともよ）、高坂麗奈（安済知佳）「音色の軌跡」（作詞・作曲）
- のんのんびより
  - 宮内れんげ（小岩井ことり）、一条蛍（村川梨衣）、越谷夏海（佐倉綾音）、越谷小鞠（阿澄佳奈）「のんのん日和」（作詞・作曲）
- のんのんびより りぴーと
  - 宮内れんげ（小岩井ことり）、一条蛍（村川梨衣）、越谷夏海（佐倉綾音）、越谷小鞠（阿澄佳奈）「おかえり」（作詞・作曲）
- 劇場版 のんのんびより ばけーしょん
  - 宮内れんげ（小岩井ことり）、一条蛍（村川梨衣）、越谷夏海（佐倉綾音）、越谷小鞠（阿澄佳奈）「おもいで」（作詞・作曲）
- のんのんびより のんすとっぷ
  - 宮内れんげ（小岩井ことり）、一条蛍（村川梨衣）、越谷夏海（佐倉綾音）、越谷小鞠（阿澄佳奈）「ただいま」（作詞・作曲）
- ひだまりスケッチ×ハニカム
  - ゆの（阿澄佳奈）、宮子（水橋かおり）、ヒロ（後藤邑子）、沙英（新谷良子）、乃莉（原田ひとみ）、なずな（小見川千明）「おーぷん☆きゃんばす」（作詞・作曲）
  - ゆの（阿澄佳奈）、宮子（水橋かおり）「またね、ようこそ、ひだまり荘」（作詞）
  - ゆの（阿澄佳奈）「恋いろSHOOTING」（作詞）
- 百花繚乱 サムライブライド（作詞・作曲・編曲）
  - 柳生十兵衛（悠木碧）、真田幸村（釘宮理恵）、徳川千（寿美菜子）
    - 「結局、偶然で候」
    - 「サムライズム」
- 未来日記
  - 平坂黄泉（川原慶久）「正義戦隊ゴ12th!!」（作詞・作曲・編曲）
- めだかボックス（作詞）
  - 黒神めだか（豊崎愛生）
    - 「執行!箱庭生徒会」
    - 「黒神ソリューション」
    - 「黒神サンシャイン」

  - 不知火半袖（加藤英美里）「こみかるいーたー不知火ちゃん」
  - 鍋島猫美（寿美菜子）「凡才ファイター」
  - 喜界島もがな（茅野愛衣）「Value for Happppy☆」
  - 人吉善吉（小野友樹）&阿久根髙貴（浪川大輔）「Never let you go!」
- ようこそ実力至上主義の教室へ
  - Minami「Beautiful Soldier」（作曲）
- ラブライブ!The School Idol Movie
  - μ's「僕たちはひとつの光」（作曲）
- ブラック☆☆ロックシューターDOWNFALL
  - 「ASEED」（作詞・作曲・編曲）
- ぼっち・ざ・ろっく！
  - 「ひみつ基地」（作詞）
  - 「ラブソングが歌えない」（作詞）
  - 「ギターと孤独と蒼い惑星」（作詞）
  - 「忘れてやらない」（作詞）

#### ゲーム
- 『アイドルマスター ミリオンライブ!』キャラクターソング
  - 天空橋朋花（小岩井ことり）「Maria Trap」（作詞）
  - 我那覇響（沼倉愛美）「Rebellion」（作詞）
  - 所恵美（藤井ゆきよ）「アフタースクールパーリータイム」（作詞）
  - 星井美希（長谷川明子）「追憶のサンドグラス」（作詞）
  - 萩原雪歩（浅倉杏美）
    - 「ハミングロード」（作詞）
    - 「Impervious Resolution」（作詞）

  - アリエス「Sweet Sweet Soul」（作詞）
- 『アイドルマスター ミリオンライブ! シアターデイズ』キャラクターソング
  - 野々原茜（小笠原早紀）「AIKANE?」（作詞・作曲）
  - 高坂海美（上田麗奈）、所恵美（藤井ゆきよ）、高山紗代子（駒形友梨）、豊川風花（末柄里恵）、横山奈緒（渡部優衣）「ビッグバンズバリボー!!!!!」（作詞・作曲・編曲）
- 『オンゲキ』キャラクターソング
  - 柏木咲姫（石見舞菜香）「GranFatalité」（作詞・作曲・編曲）
- 『荒野のコトブキ飛行隊 大空のテイクオフガールズ！』イベントテーマ／チームソング
  - イベントテーマ「カゼノワ」（歌・作詞・作曲）
  - ハルカゼ飛行隊／ユーカ（本渡楓）、アカリ（七瀬彩夏）、ガーベラ（高野麻里佳）、エリカ（白石晴香）、ダリア（黒沢ともよ）、ベル（石見舞菜香） チームソング「FLAP!」（作詞・作曲）
  - 怪盗団アカツキ／ロイグ（高橋未奈美）、モア（関根瞳）、レンジ（藤原夏海）、リガル（大西沙織）、ベッグ（赤尾ひかる）、カラン（涼本あきほ） チームソング「華麗なる予告状」（作詞・作曲）
  - ゲキテツ一家／フィオ （朝井彩加）、イサカ（諏訪彩花）、レミ（田辺留依）、ニコ（石上静香）、シアラ（花守ゆみり）、ローラ（藤田茜） チームソング「JIN」（作詞・作曲）
  - カナリア自警団／アコ（小澤亜李）、エル（和氣あず未）、ヘレン（桑原由気）、リッタ（峯田茉優）、ミント（近藤玲奈）、シノ（八島さらら） チームソング「ことりのマーチ」（作詞・作曲）
  - ムラクモ空賊団／クロエ（井上麻里奈）、ミヤビ（日笠陽子）、ツバキ（喜多村英梨）、オボロ（後藤沙緒里）、ホタル（洲崎綾）、ネム（小岩井ことり） チームソング「繚乱天華」（作詞・作曲）
- 『咲-Saki- 阿知賀編 episode of side-A Portable』オープニングテーマ
  - 橋本みゆき「moment of glory」（作詞・作曲・編曲）
- 『バンドリ! ガールズバンドパーティ!』
  - Pastel*Palettes「Brand new Pastel Road!」（作詞・作曲・編曲）

#### メディアミックスプロジェクト
- D4DJ
  - Happy Around!「Direct Drive!」（作曲・A-beeとの共同編曲）
  - Happy Around!「HONEST -happy a word-」（作詞・作曲・編曲）
  - D4DJ ALL STARS「LOVE!HUG!GROOVY!!」（俊龍と共同作曲）
- IDOLY PRIDE
  - 井川葵（高垣彩陽）「スフォルツァート」（作詞・作曲）
- from ARGONAVIS
  - ST//RAYRIDE「STRAYDASH//STARTDASH」（作詞）

#### 歌手
- 内田真礼
  - 「+INTERSECT+」（作詞・作曲）
  - 「魔女になりたい姫と姫になりたい魔女のラプソディー feat.上坂すみれ」（作詞・作曲・編曲）
  - 「My Star is Here!!」（作詞・作曲）
  - 「Step to Next Star!!」（作詞・作曲・編曲）
- えなこ
  - 「SP-LuSH ROAD」（作詞）
- 大橋彩香
  - 「RED SEED」（作詞）
- 小野賢章
  - 「Mr.Trickstarr」（作詞）
- NACHERRY
  - 「WE ARE THE “HEROES” !!」（作詞[9]）
- 樋口楓
  - 「Victory West!」（作曲）
- 山本陽介 feat. 玉置成実
  - 「THE LAST SONG」（作詞）
- 新田恵海
  - 「君に咲く愛のうた」（作詞）
- 鈴木愛奈
  - 「ヒカリイロの歌」（作詞・作曲）
- 大神ミオ
  - 「Howling」（作詞・作曲）
- 鬼頭明里
  - 「FLAMES」（作詞・共作曲（タカハシヒビキと共作）[10]）
- 夢瞳カナウ
  - 「シャルゐぃDreams？」（作詞・作曲・編曲）

#### その他
- Animelo Summer Live 2017 -THE CARD- 「Playing The World」（作詞・作曲・共編曲）
- 茅原実里一人芝居シリーズ（劇伴作曲）
  - メリーの不思議な夢（2022年、2025年3月31日配信アルバム発売）
    - 「羊とノクターン」（作詞・作曲）

  - ヘルプミー（2023年）

## ライブ
| 公演年 | タイトル                                                                 | 会場 |
| ------ | ------------------------------------------------------------------------ | --- |
| 2014年 | ZAQ First Live 2014 〜三日月研究所におけるインパルス論とそれに伴う考察〜 | 6月22日 日本青年館大ホール 7月6日 CLUB CITTA'                                                                           |
| 2015年 | ZAQ First LIVE TOUR 2015「NEXT Lab.」                                    | 2月11日 大阪・BIG CAT 2月21日 名古屋・ElectricLadyLand 2月22日 東京・Zepp Tokyo                                         |
| 2015年 | ZAQ LIVE TOUR 2015「KURUIZAQ」                                           | 11月7日 大阪・BIGCAT 11月8日 名古屋・BOTTOM LINE 11月14日 東京・新木場STUDIO COAST                                      |
| 2016年 | ZAQ LIVE TOUR 2016「NO RULE MY RULE」                                    | 9月17日 名古屋BOTTOM LINE 9月18日 梅田CLUB QUATTRO 9月22日 仙台Rensa 10月2日 福岡DRUM Be-1 10月22日 新木場STUDIO COAST  |
| 2017年 | ZAQ LIVE 2017「KURUIZAQ ver.2017」                                       | 12月1日 大阪・ESAKA MUSE 12月8日 東京・吉祥寺CLUB SEATA                                                                 |
| 2018年 | ZAQ LIVE TOUR 2018「Z-ONE」                                              | 8月18日 大阪umeda TRAD 8月19日 愛知SPADE BOX 9月1日 福岡DRUM Be-1 9月7日 宮城仙台CLUB JUNK BOX 9月15日 東京STUDIO COAST |
| 2018年 | ZAQ LIVE 2018「KURUIZAQ ver.2018」                                       | 12月8日 大阪・Banana Hall 12月14日 東京・新宿BLAZE                                                                      |
| 2019年 | ZAQ LIVE 2019｢KURUIZAQ ver.2019｣                                         | 12月20日 東京・新宿BLAZE                                                                                                |
| 2020年 | 荒野のコトブキ歌謡祭2020                                                 | 2月1日 東京・アリーナ立川立飛                                                                                           |

## 出演

### テレビ番組
- アニソンCLUB!-R（2015年1月8日 - 12月、TOKYO MX、motsuと共に司会）[11]

### ラジオ
- バズザックファクトリー（2018年 - 、bayfm）[12]

### 舞台
- PERSONA3 -ペルソナ3- the Weird Masquerade 〜群青の迷宮〜（2014年） - アイギス 役
- PERSONA3 -ペルソナ3- the Weird Masquerade 〜蒼鉛の結晶〜（2015年） - アイギス 役
- PERSONA3 -ペルソナ3- the Weird Masquerade ～藍の誓約～ / ～碧空の彼方へ～（2017年） - アイギス 役

### ユニットメンバー
1. ↑  中村繪里子、山崎はるか、大橋彩香
2. ↑  アイドルマスター ミリオンスターズ、AiRI、ASUKA、麻生夏子、アツミサオリ、Annabel、ALI PROJECT、飯塚雅弓、石田燿子、伊藤かな恵、伊藤真澄、ULTRA-PRISM、遠藤会、大橋彩香、緒方恵美、小野賢章、小野大輔、OLDCODEX、喜多修平、CooRie、GRANRODEO、栗林みな実、佐咲紗花、佐藤ひろ美、ZAQ、白石稔、JAM Project、新谷良子、SCREEN mode、鈴村健一、StylipS、STAR☆ANIS、STEREO DIVE FOUNDATION、スフィア、Ceui、田所あずさ、茅原実里、ChouCho、寺島拓篤、TRUE、nano.RIPE、橋本みゆき、畑亜貴、速水奨、ヒャダイン、fhána、飛蘭、真崎エリカ、marble、美郷あき、µ's、milktub、森久保祥太郎、結城アイラ、eufonius、妖精帝國、yozuca*、Larval Stage Planning
3. ↑  AiRI、大橋彩香、KISHOW（GRANRODEO）、きみコ（nano.RIPE）、栗林みな実、佐咲紗花、ZAQ、JAM Project（影山ヒロノブ、遠藤正明、きただにひろし、奥井雅美、福山芳樹）、田所あずさ、茅原実里、ChouCho、TRUE、towana（fhána）、橋本みゆき、bamboo（milktub）、ヒャダイン、飛蘭、勇-YOU-（SCREEN mode）